# 光學桌

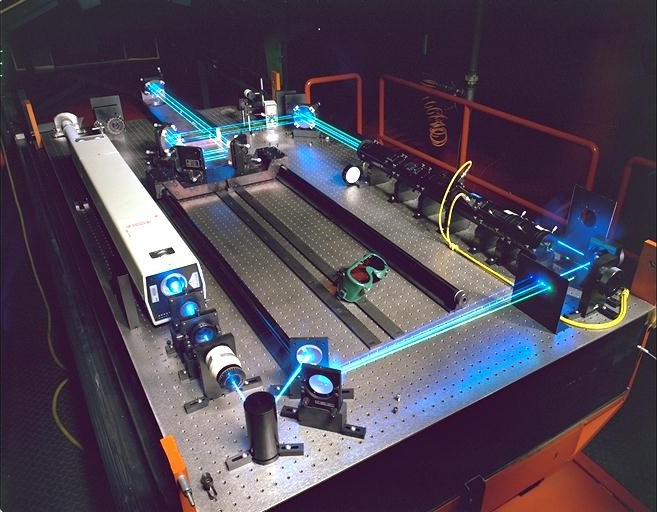

光學桌（Optical table）的設計通常為撓度小剛性大，並有減振與阻尼裝置以保持桌面上光學元件的穩定。桌面通常由不鏽鋼所製成，且有螺紋孔組成的陣列，可讓光學元件固定於上。
其簡化的版本為光學板或稱光學麵包板（Optical breadboards），沒有桌腳，厚度也較薄。